# Capitalinas de San Juan 2016
Questa voce raccoglie le informazioni riguardanti le Capitalinas de San Juan nella stagione 2016.

## Organigramma societario
Area direttiva
- Presidente: James Arroyo

Area tecnica
- Allenatore: Ramón Lawrence

## Rosa
| N° | Nome              | Ruolo | Data di nascita   | Nazionalità sportiva |
| -- | ----------------- | ----- | ----------------- | -------------------- |
| 1  | Daly Santana      | S     | 19 febbraio 1995  | Porto Rico           |
| 2  | Karla Colón       | P     | 23 aprile 1984    | Porto Rico           |
| 3  | Pamela Cartagena  | L     | 5 febbraio 1987   | Porto Rico           |
| 4  | Lauren Plum       | P     | 17 settembre 1992 | Stati Uniti          |
| 5  | Myrlena López     | C     | 29 novembre 1985  | Porto Rico           |
| 6  | Yeimily Mojica    | P     | 28 marzo 1990     | Porto Rico           |
| 8  | Tiana Dockery     | S     | 19 settembre 1993 | Stati Uniti          |
| 9  | Nicole Cruz       | C     | 15 agosto 1995    | Porto Rico           |
| 10 | Graciela Márquez  | S     | 23 marzo 1978     | Porto Rico           |
| 11 | Ashley Jiménez    | S     | 8 maggio 1995     | Porto Rico           |
| 12 | Haley Eckerman    | S/O   | 10 novembre 1992  | Stati Uniti          |
| 13 | Sol González      | C     | 13 gennaio 1990   | Porto Rico           |
| 14 | Neira Ortiz       | S/O   | 6 luglio 1993     | Porto Rico           |
| 15 | Ania Ruiz         | S/O   | 7 novembre 1982   | Porto Rico           |
| 16 | Jareliz Hernández | S     | 25 giugno 1995    | Porto Rico           |
| 17 | Noami Santos      | S     | 29 novembre 1993  | Porto Rico           |

## Mercato
| Acquisti | Acquisti          | Acquisti            | Acquisti   |
| R.       | Nome              | da                  | Modalità   |
| -------- | ----------------- | ------------------- | ---------- |
| P        | Karla Colón       | Leonas de Ponce     | definitivo |
| L        | Pamela Cartagena  | Indias de Mayagüez  | definitivo |
| C        | Myrlena López     | -                   | definitivo |
| P        | Yeimily Mojica    | -                   | definitivo |
| S        | Tiana Dockery     | Kansas              | definitivo |
| C        | Nicole Cruz       | AVOLI               | definitivo |
| L        | Graciela Márquez  | Aragua VC           | definitivo |
| S        | Ashley Jiménez    | Acropolis de Manatí | definitivo |
| C        | Sol González      | Leonas de Ponce     | definitivo |
| S/O      | Neira Ortiz       | -                   | definitivo |
| S/O      | Ania Ruiz         | -                   | definitivo |
| S        | Jareliz Hernández | Metropolitana       | definitivo |
| S        | Noami Santos      | -                   | definitivo |
| S        | Daly Santana      | Minnesota           | definitivo |
| P        | Lauren Plum       | -                   | definitivo |
| S/O      | Haley Eckerman    | Leonas de Ponce     | definitivo |

| Cessioni | Cessioni      | Cessioni | Cessioni   |
| R.       | Nome          | a        | Modalità   |
| -------- | ------------- | -------- | ---------- |
| S        | Tiana Dockery | -        | definitivo |

## Risultati

### LVSF

#### Regular season
| 1ª giornata - 13 gennaio 2016 Coliseo Roberto Clemente, San Juan           | Capitalinas de San Juan | 1 - 3 | Orientales de Humacao   | 24-26, 25-23, 11-25, 16-25        |
| 2ª giornata - 15 gennaio 2016 Coliseo Salvador Dijols, Ponce               | Leonas de Ponce         | 3 - 1 | Capitalinas de San Juan | 22-25, 25-21, 25-19, 25-23        |
| 3ª giornata - 20 gennaio 2016 Coliseo Héctor Solá Bezares, Caguas          | Criollas de Caguas      | 3 - 0 | Capitalinas de San Juan | 25-18, 25-20, 25-18               |
| 4ª giornata - 22 gennaio 2016 Coliseo Rafael Amalbert, Juncos              | Valencianas de Juncos   | 2 - 3 | Capitalinas de San Juan | 20-25, 26-24, 19-25, 25-22, 11-15 |
| 5ª giornata - 28 gennaio 2016 Palacio de Recreación y Deportes, Mayagüez   | Indias de Mayagüez      | 3 - 1 | Capitalinas de San Juan | 25-23, 25-23, 25-27, 25-16        |
| 6ª giornata - 31 gennaio 2016 Coliseo Guillermo Angulo, Carolina           | Gigantes de Carolina    | 0 - 3 | Capitalinas de San Juan | 21-25, 14-25, 20-25               |
| 7ª giornata - 7 febbraio 2016 Coliseo Cosme Beitia Sálamo, Cataño          | Lancheras de Cataño     | 2 - 3 | Capitalinas de San Juan | 25-23, 25-20, 16-25, 20-25, 13-15 |
| 8ª giornata - 10 febbraio 2016 Coliseo Roberto Clemente, San Juan          | Capitalinas de San Juan | 3 - 0 | Orientales de Humacao   | 25-22, 25-18, 25-22               |
| 9ª giornata - 12 febbraio 2016 Coliseo Roberto Clemente, San Juan          | Capitalinas de San Juan | 2 - 3 | Leonas de Ponce         | 24-26, 25-23, 25-21, 15-25, 10-15 |
| 10ª giornata - 15 febbraio 2016 Coliseo Roberto Clemente, San Juan         | Capitalinas de San Juan | 3 - 0 | Changas de Naranjito    | 25-22, 25-21, 25-22               |
| 11ª giornata - 17 febbraio 2016 Coliseo Héctor Solá Bezares, Caguas        | Criollas de Caguas      | 3 - 0 | Capitalinas de San Juan | 25-22, 25-20, 25-21               |
| 12ª giornata - 20 febbraio 2016 Coliseo Rafael Amalbert, Juncos            | Valencianas de Juncos   | 1 - 3 | Capitalinas de San Juan | 21-25, 25-16, 22-25, 19-25        |
| 13ª giornata - 25 febbraio 2016 Palacio de Recreación y Deportes, Mayagüez | Indias de Mayagüez      | 1 - 3 | Capitalinas de San Juan | 25-22, 23-25, 21-25, 24-26        |
| 14ª giornata - 28 febbraio 2016 Coliseo Guillermo Angulo, Carolina         | Gigantes de Carolina    | 0 - 3 | Capitalinas de San Juan | 21-25, 20-25, 25-27               |
| 15ª giornata - 4 marzo 2016 Coliseo Roberto Clemente, San Juan             | Capitalinas de San Juan | 1 - 3 | Changas de Naranjito    | 15-25, 25-20, 19-25, 20-25        |
| 16ª giornata - 6 marzo 2016 Coliseo Roberto Clemente, San Juan             | Capitalinas de San Juan | 0 - 3 | Lancheras de Cataño     | 23-25, 16-25, 19-25               |
| 17ª giornata - 10 marzo 2016 Coliseo Roberto Clemente, San Juan            | Capitalinas de San Juan | 3 - 1 | Leonas de Ponce         | 19-25, 25-23, 25-20, 27-25        |
| 18ª giornata - 12 marzo 2016 Coliseo Roberto Clemente, San Juan            | Capitalinas de San Juan | 3 - 1 | Criollas de Caguas      | 21-25, 25-22, 25-23, 28-26        |
| 19ª giornata - 16 marzo 2016 Coliseo Roberto Clemente, San Juan            | Capitalinas de San Juan | 3 - 0 | Valencianas de Juncos   | 25-23, 25-22, 25-16               |
| 20ª giornata - 18 marzo 2016 Coliseo Gelito Ortega, Naranjito              | Changas de Naranjito    | 2 - 3 | Capitalinas de San Juan | 24-26, 25-21, 25-19, 25-27, 9-15  |
| 21ª giornata - 20 marzo 2016 Coliseo Roberto Clemente, San Juan            | Capitalinas de San Juan | 0 - 3 | Indias de Mayagüez      | 21-25, 23-25, 19-25               |
| 22ª giornata - 22 marzo 2016 Coliseo Roberto Clemente, San Juan            | Capitalinas de San Juan | 1 - 3 | Lancheras de Cataño     | 23-25, 25-14, 21-25, 22-25        |
| 23ª giornata - 24 marzo 2016 Coliseo Roberto Clemente, San Juan            | Capitalinas de San Juan | 3 - 1 | Gigantes de Carolina    | 19-25, 25-20, 25-17, 25-15        |
| 24ª giornata - 31 marzo 2016 Coliseo Emilio Huyke, Humacao                 | Orientales de Humacao   | 0 - 3 | Capitalinas de San Juan | 23-25, 23-25, 21-25               |

#### Play-off
| Quarti di finale (gara 2) - 8 aprile 2016 Coliseo Salvador Dijols, Ponce        | Leonas de Ponce         | 0 - 3 | Capitalinas de San Juan | 15-25, 19-25, 29-31               |
| Quarti di finale (gara 3) - 9 aprile 2016 Coliseo Roberto Clemente, San Juan    | Capitalinas de San Juan | 3 - 1 | Lancheras de Cataño     | 17-25, 25-19, 25-17, 25-19        |
| Quarti di finale (gara 4) - 12 aprile 2016 Coliseo Roberto Clemente, San Juan   | Capitalinas de San Juan | 2 - 3 | Leonas de Ponce         | 25-19, 15-25, 25-23, 19-25, 14-16 |
| Quarti di finale (gara 5) - 14 aprile 2016 Coliseo Cosme Beitia Sálamo, Cataño  | Lancheras de Cataño     | 1 - 3 | Capitalinas de San Juan | 21-25, 25-23, 24-26, 23-25        |
| Semifinali (gara 1) - 18 aprile 2016 Palacio de Recreación y Deportes, Mayagüez | Indias de Mayagüez      | 2 - 3 | Capitalinas de San Juan | 16-25, 25-22, 19-25, 25-22, 7-15  |
| Semifinali (gara 2) - 20 aprile 2016 Coliseo Roberto Clemente, San Juan         | Capitalinas de San Juan | 3 - 1 | Indias de Mayagüez      | 25-15, 18-25, 25-19, 25-22        |
| Semifinali (gara 3) - 22 aprile 2016 Palacio de Recreación y Deportes, Mayagüez | Indias de Mayagüez      | 2 - 3 | Capitalinas de San Juan | 24-26, 22-25, 25-14, 25-16, 13-15 |
| Semifinali (gara 4) - 25 aprile 2016 Coliseo Roberto Clemente, San Juan         | Capitalinas de San Juan | 3 - 0 | Indias de Mayagüez      | 25-19, 25-21, 25-21               |
| Finale (gara 1) - 30 aprile 2016 Coliseo Héctor Solá Bezares, Caguas            | Criollas de Caguas      | 3 - 2 | Capitalinas de San Juan | 25-23, 23-25, 25-14, 11-25, 15-12 |
| Finale (gara 2) - 2 maggio 2016 Coliseo Roberto Clemente, San Juan              | Capitalinas de San Juan | 0 - 3 | Criollas de Caguas      | 22-25, 18-25, 20-25               |
| Finale (gara 3) - 4 maggio 2016 Coliseo Héctor Solá Bezares, Caguas             | Criollas de Caguas      | 3 - 0 | Capitalinas de San Juan | 25-20, 25-14, 25-16               |
| Finale (gara 4) - 6 maggio 2016 Coliseo Roberto Clemente, San Juan              | Capitalinas de San Juan | 0 - 3 | Criollas de Caguas      | 23-25, 19-25, 16-25               |

## Statistiche

### Statistiche di squadra
| Competizione | Punti | In casa | In casa | In casa | In trasferta | In trasferta | In trasferta | Totale | Totale | Totale |
| Competizione | Punti | G       | V       | P       | G            | V            | P            | G      | V      | P      |
| ------------ | ----- | ------- | ------- | ------- | ------------ | ------------ | ------------ | ------ | ------ | ------ |
| LVSF         | 40    | 19      | 9       | 10      | 18           | 12           | 6            | 37     | 21     | 16     |
| Totale       | -     | 19      | 9       | 10      | 18           | 12           | 6            | 37     | 21     | 16     |

G = partite giocate; V = partite vinte; P = partite perse